# Klęczkowo (gromada)
Klęczkowo – dawna gromada, czyli najmniejsza jednostka podziału terytorialnego Polskiej Rzeczypospolitej Ludowej w latach 1954–1972.
Gromady, z gromadzkimi radami narodowymi (GRN) jako organami władzy najniższego stopnia na wsi, funkcjonowały od reformy reorganizującej administrację wiejską przeprowadzonej jesienią 1954 do momentu ich zniesienia z dniem 1 stycznia 1973, tym samym wypierając organizację gminną w latach 1954–1972.
Gromadę Klęczkowo z siedzibą GRN w Klęczkowie utworzono – jako jedną z 8759 gromad na obszarze Polski – w powiecie działdowskim w woj. olsztyńskim na mocy uchwały nr 12 WRN w Olsztynie z dnia 4 października 1954. W skład jednostki weszły obszary dotychczasowych gromad Klęczkowo, Komorniki, Wilamowo i Krasnołąka ze zniesionej gminy Filice w tymże powiecie. Dla gromady ustalono 9 członków gromadzkiej rady narodowej.
Gromadę zniesiono 1 stycznia 1958, a jej obszar włączono do gromady Burkat, oprócz wsi Komorniki, którą włączono do nowo utworzonej gromady Działdowo w tymże powiecie.
Zobacz też: Kleczkowo (gromada)